# Provinces (série télévisée)
Provinces une série télévisée française en treize épisodes de 26 minutes, diffusés du 4 mai 1968 au 7 septembre 1968 sur la deuxième chaîne de l'ORTF.
Au Québec, la série a été diffusée à partir du 8 décembre 1971 à la Télévision de Radio-Canada.

## Synopsis
Cette série se propose de montrer le visage de différentes provinces du monde, à travers l'écrivain qui en est le meilleur représentant. Chaque écrivain a ainsi conçu, pour la télévision, une nouvelle originale où, dans le temps bref que reguiert le genre, il a réuni sous une forme romancée des personnages, des paysages, des traits caractéristiques de sa province. En étroite collaboration avec l'auteur, le cinéaste a essayé de saisir, dans la disparité des hommes et des lieux, la sensibilité d'une province à travers la vision du poète.

## Fiche technique
- Réalisateurs (par ordre alphabétique) : Ruprecht Essberger, Jean-Paul Fugère, Abder Isker, Danid Leconte, Jean L'Hôte, Robert Mazoyer et Jean-Paul Sassy,
- Scénaristes (par ordre alphabétique) : Stefan Andres, Marcel Arland, Claude Aveline, Gaston Bonheur, Jean-Pierre Chabrol, André Dhôtel, Jacques Duchateau, Jean Giono, Germaine Guèvremont, Siegfried Lenz, Jean Lescure, Félicien Marceau, Robert Mazoyer, Henri Queffelec et Paul Schalluck

## Distribution
- Par ordre alphabétique : Amarande, Fernand Bercher, Monika Berg, Colette Bergé, Stephane Bouy, Gérard Buhr, Georges Chamarat, Georges Claisse, Suzanne Comtal, Robert Dietl, Gaby Djoumal, Robert Etcheverry, Yvette Étiévant, Simone Fages, Christian Fredersdorf, Edith Garnier, Berthe Granval, Fernand Guiot, Helmunt Heckelmann, Evelyne Istria, Jocelyne Jeanssen, Monique Joly, Laurence Léauté, Jean-Pierre Leroux, Ursula Ludwig, Laurence Mericer, Marie-France Mignal, Gertrud Mittermayer, Jacques Nordmann, Joseph Offenbach, Kim Parnats, Maurice Poli, Sylvie Quiminal, Sady Rebbot, Jacques Riberolles, Jacques Richard, Roger Rudel, Christine Simon, Hénia Suchar et Nicolas Vogel.

## Épisodes
- Trois jours à terre (du roman de Henri Queffelec), réalisation Robert Mazoyer (4 mai 1968)
- La Voûte, réalisation de Jean l'Hôte (11 mai 1968)
- La Coupe, de Félicien Marceau (18 mai 1968)
- Une île, de Danid Leconte (6 juillet 1968)
- La Preuve, de Siegfried Lenz (13 juillet 1968)
- La Chevelure d'Atalante, de Robert Mazoyer (20 juillet 1968)
- L'Adieu aux îles, de Jean-Paul Fugère (27 juillet 1968)
- De folie et d'amour, de Jean-Paul Sassy (3 août 1968)
- La Clairière aux grives, de Robert Mazoyer (10 août 1968)
- Le Grand Tour, de Ruprecht Essberger (17 août 1968)
- Flamenca, d'Abder Isker (24 août 1968)
- L'Auberge du vaste monde, (31 août 1968)
- La Mère, écrit par Marcel Arland, de Robert Mazoyer (7 septembre 1968)